# Millie Perkins

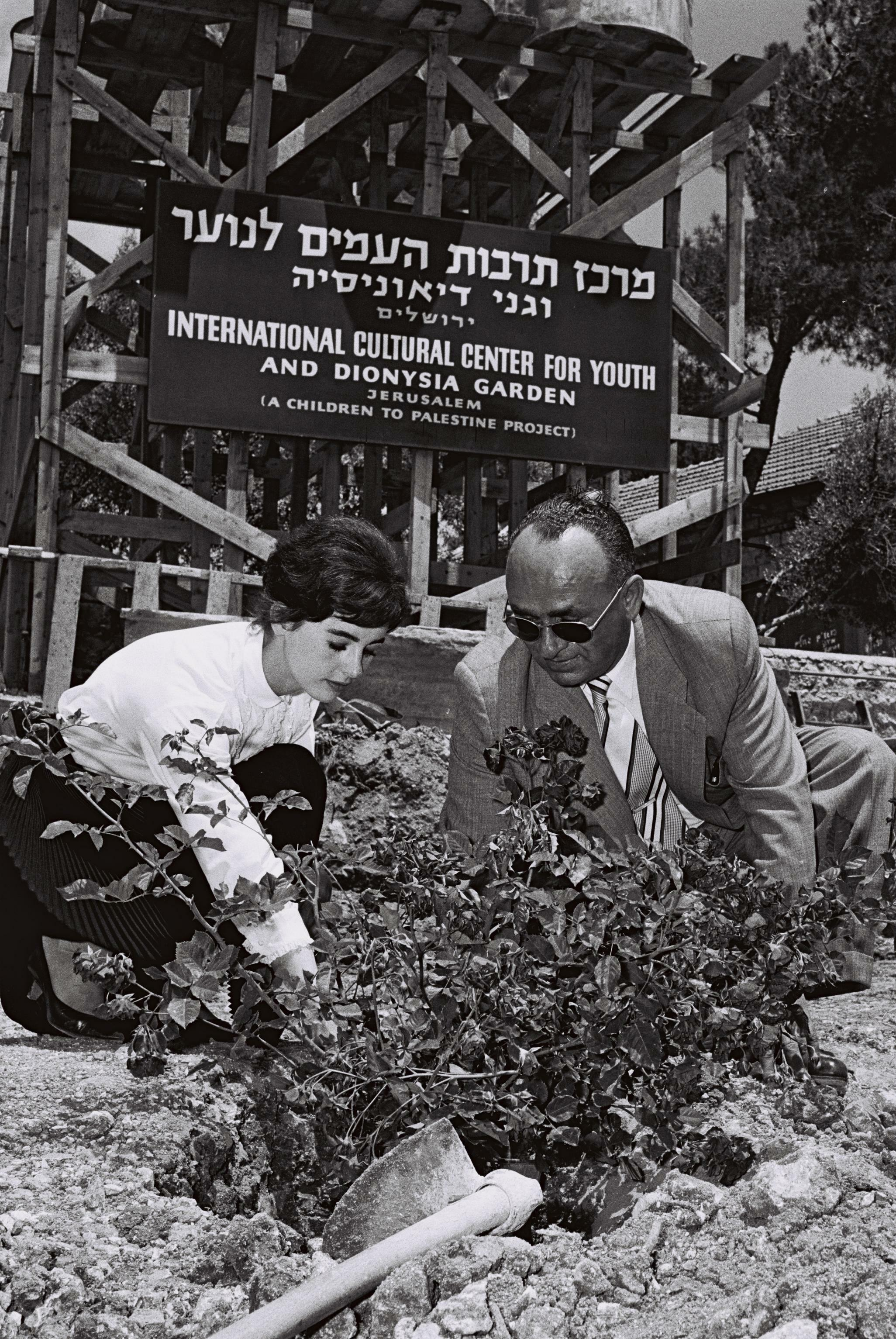
Millie Perkins (till vänster) vid ett besök i Israel 1959.

Millie Perkins, född 12 maj 1938 i Passaic i New Jersey, är en amerikansk skådespelare.
Millie Perkins började sin karriär som fotomodell i New York 1958. 1958 blev hon vald att vara med i filmen Anne Franks dagbok. Perkins hade tidigare inte funderat på att bli skådespelerska men regissören George Stevens ville ha med henne efter att ha sett henne i en tidning. Filmen släpptes 1959 och vann några Oscars. 1961 var hon med i Elvis Presleys film Wild in the Country. Hon spelade där Elvis flickvän. 

## Filmografi
- 1959 – Anne Franks dagbok
- 1961 – Vild ung man
- 1963 – Dulcinea
- 1964 – Ensign Pulver
- 1965 – Jagad mot döden
- 1967 – The Shooting
- 1968 – Wild in the Streets
- 1974 – Cockfighter
- 1975 – Lady Cocoa
- 1976 – The Witch Who Came from the Sea
- 1981 – The Trouble with Grandpa
- 1981 – Macbeth
- 1981 – A Gun in the House
- 1982 – Love in the Present Tense
- 1983 – Table for Five
- 1983 – The Haunting Passions
- 1984 – License to Kill
- 1984 – Anatomy of Illness
- 1984 – Shattered Vows
- 1985 – A.D. (TV-serie)
- 1985 – The Other Lover
- 1986 – Penalty Phase
- 1986 – Öga mot öga
- 1986 – God, the Universe & Hot Fudge Sundaes
- 1986 – Jake Speed
- 1986 – The Thanksgiving Promise
- 1987 – Slam Dance
- 1987 – Strange Voices
- 1987 – Wall Street
- 1988 – Broken Angel
- 1988 – Two Moon Junction
- 1990 – Elvis (TV-serie)
- 1990 – Call Me Anna
- 1991 – Pistol: The Birth of a Legend
- 1993 – Murder of Innocence
- 1994 – Necronomicon
- 1994 – Midnight Run for Your Life
- 1995 – Bodily Harm
- 1996 – Harvest of Fire
- 1996 – The Chamber
- 1996 – The Summer of Ben Tyler
- 1998–2002 – Any Day Now (TV-serie)
- 2001 – A Woman's a Helluva Thing
- 2005 – Yesterday's Dream
- 2005 – The Lost City
- 2006 – Though None Go with Me
- 2006 – Makt och begär (TV-serie)